# АЕС Дул
Атомна електростанція Дул — одна з двох АЕС Бельгії. Станція розташована на березі Шельди поруч з селом Дул у фламандській провінції Східна Фландрія. Бельгійська енергетична корпорація Electrabel є власником основної частки у власності станції. АЕС займає площу 80 га і на ній працює 800 осіб.
Серед всіх європейських АЕС ця електростанція знаходиться в найгустонаселенішій зоні з 9 мільйонами жителів в радіусі 75 км.

## Історія
Електростанція була побудована комунальною компанією EBES (Sociétés Réunies d'Energie du Bassin de l'Escaut), яка в 1990 році об'єдналася з Intercom і Unerg і стала Electrabel. Завод розроблено бельгійською інженерною фірмою Tractebel. Doel 1 і 2 — це здвоєні блоки, які були запущені в комерційну експлуатацію в 1975 році. Doel 3 введено в комерційну експлуатацію в 1982 році, а Doel 4 — у 1985 році. Doel 1, 2 і 4 були побудовані консорціумом ACECOWEN (ACEC-Cockerill-Westinghouse). Тоді як Doel 3 був побудований FRAMACEC (Framatome-ACEC-Cockerill).
Земляні роботи для Doel 5, реактора потужністю 1400 МВт, також відомого як N8 (8-й ядерний реактор у Бельгії), були припинені в 1988 році. Участь у французькій електростанції-близнюку в Чузі тривала. Французька промисловість отримала компенсацію за вже замовлені компоненти.

## Енергоблоки
Станція складається з чотирьох водно-водяних ядерних реакторів другого покоління із загальною чистою потужністю 2925 МВт, що є меншим, ніж інша атомна електростанція Бельгії в Тіанге. Його чотири одиниці оцінюються таким чином:
| Енергоблок | Тип реакторів | Потужність | Потужність | Початок будівництва | Підключення до мережі | Введення в експлуатацію | Закриття |
| Енергоблок | Тип реакторів | Нетто      | Брутто     | Початок будівництва | Підключення до мережі | Введення в експлуатацію | Закриття |
| ---------- | ------------- | ---------- | ---------- | ------------------- | --------------------- | ----------------------- | -------- |
| Дул-1      | PWR W 2-loop  | 433 МВт    | 454 МВт    | 01.07.1969          | 28.08.1974            | 15.02.1975              | 2025     |
| Дул-2      | PWR W 2-loop  | 433 МВт    | 454 МВт    | 01.09.1971          | 21.08.1975            | 01.12.1975              | 2025     |
| Дул-3      | PWR W 3-loop  | 1006 МВт   | 1056 МВт   | 01.01.1975          | 23.06.1982            | 01.10.1988              | 2022     |
| Дул-4      | PWR W 3-loop  | 1038 МВт   | 1090 МВт   | 01.12.1978          | 08.04.1985            | 01.07.1985              | 2025     |